# Арменско
Арменско или Ерменско (на гръцки: Άλωνα, ̀Алона, катаревуса: Άλωνας, ̀Алонас, до 1927 година Αρμένσκο, Арменско) е село в Егейска Македония, Република Гърция, в дем Лерин (Флорина), област Западна Македония.

## География
Селото е разположено в прохода между планините Пелистер и Нередска в близост до изворите на река Сакулева (на гръцки Сакулевас), на 4 километра западно от демовия център Лерин (Флорина).

## История

### В Османската империя
Селото е основано от лъжичари. Във втората половина на XV век селото е дервентджийско. В османски данъчни регистри на немюсюлманското население от 1626 – 1627 година селото е отбелязано под името Ерменчева с 53 джизие ханета (домакинства).
В XIX век Арменско е голямо чисто българско село в Османската империя. В 1848 година руският славист Виктор Григорович описва в „Очерк путешествия по Европейской Турции“ Армѣнско като българско село. В 1861 година Йохан фон Хан на етническата си карта на долината на Вардар отбелязва Арменско като българско село. В 1873 година е построена църквата „Свети Георги“. Александър Синве („Les Grecs de l’Empire Ottoman. Etude Statistique et Ethnographique“), който се основава на гръцки данни, в 1878 година пише, че в Армончко (Armontchko), Мъгленска епархия, живеят 480 гърци. В „Етнография на вилаетите Адрианопол, Монастир и Салоника“, издадена в Константинопол в 1878 година и отразяваща статистиката на населението от 1873 година, Арменско (Armensko) е посочено като село с 30 домакинства със 115 жители българи. В 1878 година в Леринско действа четата на войводата Божин Йованов от Арменско. Селото е единственото чифлишко село в Леринско и плаща 700 лири годишен данък на Орхан бей от Костур, който е собственик на селското землище. В 1888 година селото отказва да признава собственическите права на бея и след дълъг съдебен процес арменчани успяват да се откупят в началото на XX век. В 1889 година Стефан Веркович пише, че в селото живеят 49 български семейства (252 души).
Ръководители на местния комитет на ВМОРО са учителят Козма Чеков и Митре Търсянчето. Между 1896 и 1900 година селото преминава под върховенството на Българската екзархия.
Гьорче Петров пише, че селото има 120 къщи със 720 жители, а според статистиката на Васил Кънчов („Македония. Етнография и статистика“) в 1900 година Ерменско (Арменско) има 1080 жители българи.
На Етнографската карта на Битолския вилает на Картографския институт в София от 1901 година Арменско е чисто българско село в Леринската каза на Битолския санджак със 180 къщи.
Около 1903 година според Христо Настев Арменско има 230 български къщи. Жителите на селото участват активно в Илинденското въстание през 1903 година - селото дава 24 въстаници. Османските войски изгарят почти цялото село без седем къщи и убиват над 130 от жителите му. Според сведение на ръководителите на Илинденско-Преображенското въстание в Костурско Васил Чекаларов, Лазар Поптрайков, Пандо Кляшев, Манол Розов и Михаил Розов, изпратено до всички чуждестранни консулства в Битоля на 30 август 1903 година в Арменско е цялото изгорено и са пленени 20 души. Според Георги Попхристов са убити 120 души, от които 15 жени са обезчестени и заклани, и са ранени 33-ма. Убит е и селският патриаршистки свещеник Лазар. От Лерин пристига гръцкият митрополит, който изготвя списък на убитите патриаршисти и екзархисти.
До 4 августъ всички селяни бѣхме въ селото. Никой не напусна работата си. Въ деньтъ на възстанието двадесетъ четници отъ селото заминаха за районната чета. На 4 авг. още въ тъмни зори забѣлѣзахме да минаватъ по шосето много войски. Когато тѣ стигнаха до Влашкитѣ колиби на Бигла, почнаха се непрѣстанни пушечни гърмежи. Отъ послѣ се научихме, че тамъ войскитѣ се срѣщнали с четитѣ отъ Костурскитѣ и Леринскитѣ райони. Завързаното сражение траяло нѣколко часа и резултатитѣ били неблагоприятни за войскитѣ, защото около 8 часътъ ние ги видѣхме да слизатъ по шосето въ безредие. Всички мислѣхме, че тѣ ще си заминатъ, както направиха сутриньта, и продължавахме да си гледаме дневната работа. Къмъ 9 часътъ по турски войскитѣ се спрѣха на шосето надъ селото. Тѣ се връщаха заедно съ горската си артилерия. Петь шесть души илявета пълзешкомъ по трапа наближиха селото и хвърлиха нѣколко пушки. Това бѣ достатъченъ сигналъ. Отъ къмъ шосето се започна бомбардировката на селото, а слѣдъ това постоянни пушечни залпове. Никой от насъ не бѣше приготвенъ да посрѣщне подобна изненада. Мѫже, жени, дѣца са лутахме изъ селото и не искахме да се дѣлимъ. Всѣки питаше защо сѫ тѣзи топовни гърмежи и пушки, и никой никакъвъ отговоръ не получаваше. Ала когато забѣлѣзахме, че една часть от войскитѣ се отдѣли и приближаваше селото, тогава чувството на самосъхранение наддѣлѣ и кой какъ можеше спусна се да се спасява. Нѣколко кѫщи се подпалиха. Пушкането се продължаваше. Нечуто въ историята събитие: войскитѣ иляве безпощадно взеха да колятъ или промушватъ, когото и да срѣщнѣха на пѫтя или въ кѫщи. Това бѣ истинска човѣшка касапница! Пожарь отъ всички страни обхвана селото. Грабежъ, клане, гърмежи, писъци на дѣца и жени - ето ви една безподобно ужасна картина!... Сѣдъ три дни [...] се завърнахме въ селото, за да погребемъ убититѣ. Сцената бѣ сърцераздирателна и ужасна. Мъртви и обезобразени тѣла бѣха разхвърлени по улицитѣ на селото.
| 1.  | Свещеник Лазар      | 37. | Карамфил Чочов              |
| 2.  | Ефа Цветкова        | 38. | Василица Чочова             |
| 3.  | Илия Цветков        | 39. | Велика Чочова               |
| 4.  | Лазар Мишев         | 40. | Пецан Чочов                 |
| 5.  | Дио Шумбов          | 41. | Пецаница Чочова             |
| 6.  | Маса Стойчева       | 42. | Митра Пецанова              |
| 7.  | Стоян Танчев        | 43. | Доста Неделкова             |
| 8.  | Симе Ташев          | 44. | Иван Димов                  |
| 9.  | Петре Панев         | 45. | Христе Иванов               |
| 10. | Танас Алексов       | 46. | Илия Иванов                 |
| 11. | Филип Алексов       | 47. | Ильовица Станева            |
| 12. | Спасе Иванов        | 48. | Велика Илиева               |
| 13. | Георги Стоянов      | 49. | Димитър Младенов            |
| 14. | Трайче Помпев       | 50. | Неделко Василев             |
| 15. | Грую Куфев          | 51. | Иван Георшев                |
| 16. | Доне Куфев          | 52. | Янкулица Гьошева            |
| 17. | Мара Василева       | 53. | Илия Янкулов                |
| 18. | Траян Куфев         | 54. | Ильо Дамчев                 |
| 19. | Неделко Петров      | 55. | Ильовица Дамчева            |
| 20. | Митре Иванов        | 56. | Коте Ил. Дамчев             |
| 21. | Георги Митрев       | 57. | Димитър Вълканов            |
| 22. | Коле Иванов         | 58. | Трендафилица Стойкова       |
| 23. | Стойо Димов         | 59. | Никола, син на Трендафилица |
| 24. | Георги Богоев       | 60. | Васил Павлев                |
| 25. | Трайче Василев      | 61. | Василица Павлева            |
| 26. | Йордана Андреева    | 62. | Трендафил Панев             |
| 27. | Ильо Иванов         | 63. | Кочо Караянев               |
| 28. | Копче Вранчев       | 64. | Танасица Шерифова           |
| 29. | Кузман Янев         | 65. | Ташо Василев                |
| 30. | Кърстовира Бранчева | 66. | Тасе Василев                |
| 31. | Данаил Тодоров      | 67. | Алексо Постилов             |
| 32. | Васил Станков       | 68. | Неделка Янева               |
| 33. | Кочовица Станкова   | 69. | Стойче Янкулов              |
| 34. | Димитър Стойчев     | 70. | Филип Донев                 |
| 35. | Танас Трайчев       | 71. | Босилка Петрова             |
| 36. | Божин Чочов         |     |                             |

През ноември 1903 година селото е посетено от българския владика Григорий Пелагонийски, който раздава помощи за пострадалото българско население. Владиката е посрещнат от всички селяни. Наум Темчев, който придружава Григорий, пише: „[Селото] прѣдставляваше купища отъ развалини. По срѣдъ тия развалини на мѣста се бѣлѣеха колибки, покрити съ слама. Край селото бѣха събрани селянитѣ, за да посрѣщнатъ владиката. Отъ 160 кѫщи здрави останали 11. Българският екзархийски свещеник поп Кръсте дава поименен списък на убити 49 мъже, 17 жени и 5 деца, както и 9 тежко ранени. Председателят на комисията, изпратена да изследва поведението на войската, Едип паша, със заплахи настоява селяните да заявят, че в селото е имало, комити, и съответно те са виновни за станалото.
В началото на 1904 година цялото село минава под върховенството на Българската екзархия. По данни на секретаря на екзархията Димитър Мишев („La Macédoine et sa Population Chrétienne“) в 1905 година в Арменско има 1440 българи екзархисти и функционира българско училище.
След 1900 година се засилва емиграцията на жителите на Арменско в Америка, предимно в САЩ. Според българския търговски агент в Битоля Андрей Тошев към началото на 1904 година 120 души от селото са заминали на работа в Америка. През първите месеци на 1905 година е установено заминаването още 49 души.
В 1905 година селото пострадва от андартски нападения.
В телеграма изпратена до председателя на Парламента по спорните черкви и училища в Македония и Одринско пише:
| „ | Селото ни, състояще се от 91 къщи екзархисти и 41 патриаршисти, има едно училище и една същинска черква вътре в селото с черковни имоти, подарени от самите нас, и друга вън от селото. Същинската черква с имотите и училището са заграбени от патриаршистите, а на нас е оставена само малката черква и сме без училище. Молим да се възстанови правото ни спрямо селската черква и училището. Подписали селските кмет и азите. | “ |

По време на Балканската война селото отново е частично изгорено и разграбено от турски войски, а много жени са изнасилени.
При избухването на Балканската война в 1912 година трима души от Арменско са доброволци в Македоно-одринското опълчение.

### В Гърция
През 1912 година през Балканската война в Арменско влизат гръцки войски, а след Междусъюзническата в 1913 година селото остава в Гърция. Боривое Милоевич пише в 1921 година („Южна Македония“), че Арменско има 150 къщи славяни християни. В 1927 година селото е прекръстено на Алонас. В 1932 година в селото има 198 българофонски семейства, като 157 от тях с изявено българско съзнание.
В дописка на гръцкия пехотен лейтенант Димитриос Кабурас от 25 януари 1932 година за Арменско се казва:
| „ | В женското отделение на църквата открих три малки икони с надписи на български, свалих ги и ги прилагам към рапорта си. Двамата свещеници там имат само основно образование, докато тяхното самосъзнание е много българско. Всеки може да разпознае този (свещеник) по неговия външен вид, който е много монголски, и този определено е българин в душата си... няма местен, който да бъде използван като доверено лице, защото мнозинството от тях са пробългарски настроени. Бях силно изненадан да чуя, че децата на бежанците говорят български... Ударих селския кмет, когато го чух да говори български, който той се опита да нарече македонски, и му препоръчах за в бъдеще да ползва винаги и навсякъде гръцки... свиках бежанците и след като им обясних ситуацията тук, препоръчах им да избягват изучаването на български език, обяснявайки им до една степен опасността, на която сами се излагат... Бежанците ме уведомиха, че българският се използва в общината на различни заседания на общинската управа, което ги кара да напускат сесиите... На кратко, крайно антигръцко настроение господства над местните в селата, те мразят всичко гръцко и не пропускат възможност да изразят омразата си. По мое мнение, най-ефикасният начин за постигане на асимилация ще бъде, ако „горещите глави“ бъдат експулсирани като нежелани в друга провинция. | “ |

В 1936-1937 година Симеон Станоис издава в Арменско вестник „Етники Фони“.
След разгрома на Гърция от Нацистка Германия през април 1941 година в селото е установена българска общинска власт. В общинския съвет влизат Темелко Костадинов, Танас Вранчев, Атанас Юруков, Кръсте Неданов, Лазар Наков, Пане Вранчев, Павле Вранчев, Новаче Новаков, Илия Кръстев, Васил Иванов. Жителите на Арменско се включват активно в българската паравоенна организация Охрана и през 1945 година 30 жители на селото са съдени за участие в нея.
В 1945 в селото има 978 българофони, от които 300 с негръцко национално съзнание, 378 с гръцко и 300 с неясно национално съзнание. По време на Гражданската война Арменско не пострадва силно, но дава известен брой жертви и бежанци към Югославия и социалистическите страни. След войната жителите на селото постоянно намаляват поради силната емиграция отвъд океана.
Жителите на селото традиционно се препитават със скотовъдство.
| Име         | Име        | Ново име           | Ново име           | Описание                                                                     |
| ----------- | ---------- | ------------------ | ------------------ | ---------------------------------------------------------------------------- |
| Колонидие   | Κολονιδιέ  | Алонитикес Плагиес | Άλωνίτικες Πλαγιές | местност на ЮЮИ от Арменско и на ЮЮЗ от Матешница по десния бряг на Сакулева |
| Церколово   | Τσερκόλοβο | Ватулома           | Βαθούλωμα          | местност на ЮИ от Арменско и на ЮЗ от Матешница по десния бряг на Сакулева   |
| Кърво       | Κάρβο      | Матомено           | Ματωμένο           | връх в Баба на С над Арменско (1372 m)                                       |
| Голема река | Γκολέμα    | Мегало Рема        | Μεγάλο Ρέμα        | река в Баба на И от Арменско и на З от Матешница, ляв приток на Сакулева     |
| Кутко       | Κούτκο     | Микро Рема         | Μικρό Ρέμα         |                                                                              |
| Бела вода   | Μπέλα Βόδα | Крионерия          | Κρυονέρια          | връх в Баба на СИ от Арменско и на ЮИ от Буф (1526,5 m)                      |

### Преброявания
- 1913 – 992 жители
- 1920 – 782 жители
- 1928 – 855 жители
- 1940 – 991 жители
- 1951 – 682 жители
- 1961 – 564 жители
- 1971 – 342 жители
- 1981 – 254 жители
- 1991 – 220 жители
- 2001 – 237 жители
- 2011 – 211 жители

## Личности
Родени в Арменско
- Анастас Илиев Чачов (1887 - ?), български емигрантски деец, член на ЦК на Македонската патриотична организация
- Анастас Лазаров (1884 - 1960), български революционер и македоно-одрински опълченец, войник в партизанската чета на Иван Попов
- Анастас Филипов (1889 – ?), български емигрантски деец
- Андрея Костов (1882 – ?), български общественик и деец на МПО
- Атанасиос Алексидис (1912 - 1998), гръцки политик
- Георги Симов (1883 - 1957), гръцки политик
- Димитър Филипов, български духовник и революционер
- Иван Гочев (1892 – 1967), български комунист
- Иван Кръстев (1876 – ?), македоно-одрински опълченец, Първа рота на Шеста охридска дружина, носител на орден „За храброст“ IV степен[45]
- Иван Гочев Курлинов, деец на ВМОРО, през 1902 година е войвода на четата от родното си село[46]
- Илия Божинов (1877 – ?), български революционер
- Константин Темелков (Κωνσταντίνος Τεμέλκου), гръцки андартски деец, убит от местни българи[47]
- Лазар Христов, македоно-одрински опълченец, Сборна партизанска рота на МОО[48]
- Наумче Алексо, българин, православен, арестуван преди април 1904 година, обвинен в „бунтовническа преписка с българския комитет“, осъден от Извънредния съд на 3 години каторга, лежал в Битолския затвор, амнистиран с общата амнистия от 12 април 1904 година[49]
- Панко Стамкоски (1938 - 2007), македо-австралийски общественик
- Петре Попилиев (? – 1948), гръцки комунист, войник на ДАГ, служи във Военната школа на ДАГ като сержант, сражава се край Гревена през април 1948 година, загива през юни 1948 година при атака срещу школата на Каменик[50]
- Петър Алексов (Πέτρος Αλεξίου), гръцки андартски деец, убит от екзархисти[47]
- Петър Стойков (Πέτρος Στόικου), гръцки андартски деец, убит от екзархисти[47]
- Симо Велянов, български революционер, участник в Илинденското въстание, емигрант в Торонто, Канада[51]
- Симо Стоянов (Симос Стоянис, Симос Йоанидис, Симос Арменскиотис, Αρμενσκιώτης Σίμος), гръцки андартски капитан
- Спиридон Тасев (Σπυρίδων Τάσε), гръцки андартски деец, убит от българи[47]
- Тома Димитров, американски лекар, хирург
- Траян Гочев Курлинов, деец на ВМОРО, от 1904 до 1907 година е войвода на четата от родното си село[46]
- Яне Чочов - Стоян (? – 1944), гръцки комунист, от 15-годишен живее в Лерин, влиза в ОКНЕ, участва в Итало-гръцката война, през април 1943 година се присъединява към ЕЛАС в батальона Вич, като е негов комисар, загива през лятото на 1944 година в голямата операция срещу 9-а дивизия на ЕЛАС[52]

Български общински съвет в Арменско в 1941 година
- Темелко Костадинов
- Танас Вранчев
- Анастас Юруков
- Кръсте Неданов
- Лазар Наков
- Пане Вранчев
- Павле Вранчев
- Новаче Новаков
- Илия Кръстев
- Васил Иванов[38]

Починали в Арменско
- Геле Търсиянски (? – 1903), български революционер